# Панютин, Василий Константинович
Василий Константинович Панютин (1788—1855) — генерал-майор, филантроп и благотворитель.

## Биография
Происходил из дворян Черниговской губернии, родился в 1788 году. 16 июня 1806 года он поступил на службу канцеляристом в Тульское губернское правление и 31 декабря 1809 года был произведён в чин коллежского регистратора.
При наступлении Отечественной войны 1812 года Панютин вступил в ряды армии, 17 августа 1812 года был зачислен прапорщиком в Тульское ополчение и стоял на аванпостах по берегам Оки с сентября по 7 ноября 1812 года. После этого он вместе с Тульским ополчением подвинулся к западной границе, перешёл её и следовал за войсками через Великое герцогство Варшавское в Пруссию, где участвовал в обложении Данцига и его осаде, после сдачи которого он вместе с прочими войсками был направлен к берегам Рейна.
12 декабря 1814 года Панютин по собственному желанию был переведён корнетом в Литовский уланский полк и стал довольно быстро повышаться в чинах, так что в 1817 году он был уже штабс-ротмистром.
Увлёкшись довольно распространенной в то время в военном обществе карточной игрой, Панютин проиграл до четырёх тысяч казённых денег и, не имея средств их пополнить, обратился непосредственно к императору Александру I с прошением о всемилостивейшем вспоможении, обещая последующей службой своей сделаться достойным таковой монаршей милости. Монарх не отказал ему в своей помощи, и Панютин старался своей службой исполнить данное обещание.
Переведённый в 1818 году в Сибирский уланский полк, Панютин был отправлен в Харьковскую губернию для покупки ремонтных лошадей. Встретив при этом 25 тысяч малороссийских казаков, переселяемых в Черноморию, в самом бедственном положении, он немедленно написал об этом Малороссийскому генерал-губернатору князю Репнину, который не замедлил поблагодарить его за сообщенные ему сведения в самых лестных выражениях. За доставление хороших ремонтов Панютин 29 января 1823 года был переведён в лейб-гвардии Гусарский полк и произведён в ротмистры в 1825 году.
Узнав о кончине императора Александра I в Таганроге, Панютин открыл подписку на устройство в Ромнах больницы для бедных имени почившего государя. Это было принято с великим участием, и последующем эта больница принимала неимущих на лечение бесплатно.
Встречая неоднократно отставных солдат в крайней бедности, Панютин ходатайствовал о них, но безуспешно. Это побудило его, наконец, написать императору Николаю I, что распоряжения августейшего брата его, императора Александра I, к успокоению верных слуг его не исполняются, «многие из них блуждают без пристанища, с поникшей главой и угнетённым сердцем, и иссохшими руками испрашивают нищенское себе подаяние». Вследствие этого письма Панютин неоднократно подвергался разным допросам со стороны своего начальника, генерала Левашова, а в результате всего состоялся указ об отставных солдатах, помещенный в Своде Законов.
В 1826 году Панютину было снова поручено купить ремонт для прусского кирасирского его величества полка; отличное исполнение этого поручения, и притом с значительным сбережением, доставило Панютину монаршую награду: он получил бриллиантовый перстень.
В том же 1826 году он был сделан членом Херсонского губернского попечительного о тюрьмах комитета, что доставило ему возможность помогать бедным и страждущим. Часто посещая тюрьмы и видя детей в среде преступников, он испросил разрешение начальства определять таковых бедных детей в кантонистские батальоны и эскадроны.
Произведённый 8 ноября 1827 года в полковники, Панютин участвовал в русско-турецкой кампании 1828—1829 годов и находился при осаде Варны, а затем в 1831 году, назначенный командиром Белгородского уланского полка, он принимал участие в усмирении польского мятежа и действовал сперва в литовских губерниях, а с 20 сентября 1831 года — в пределах Царства Польского и отличился в сражении при Остроленке.
Получив за отличие по службе в 1832 году орден св. Анны 2-й степени, а затем в 1835 году произведённый в генерал-майоры, Панютин был назначен командиром 1-й бригады 2-й уланской дивизии, а вскоре после того (в 1836 году) начальником 1, 2, 3 и 4-го кавалерийских округов Новороссийских военных поселений.
По его предложению в Новогеоргиевске Херсонской губернии была устроена больница для бедных по подписке, доставившей 20 тысяч рублей. Увидев в ратуше закованных мещан, назначенных к высылке в отдаленные места за неплатеж податей, он подал просьбу о том, чтобы таковых лиц, не высылая, отдавали в поселенный полк, находившийся вблизи. Это было уважено. Встретив однажды пасшего свиней на большой дороге бедного ребенка, который оказался сыном дворянина, Панютин исходатайствовал исполнение указа от 8 марта 1828 года об определении детей бедных дворян в кантонистские заведения, из которых они могли поступать на службу офицерами.
В 1836 году в Славянске, заштатном городе Изюмского уезда, врач Яковлев открыл целебные свойства озера Рапного, лежащего близ города, и его водами начал пользовать больных, но не имел средств к учреждению надлежащего лечебного заведения. Между тем, Панютин получив 5 октября 1837 года орден св. Владимира 3-й степени и выйдя в отставку в 1840 году, приехал туда лечиться, увидел жалкое состояние целебных вод и предложил устроить больницу для бедных по подписке. Получаемые этим путём деньги расходовались на устройство помещения для неимущих больных и их содержания. Позднее, в 1843 году, Панютин хлопотал об учреждении больницы при Рапном озере, что и осуществилось в 1844 году открытием больницы на 30 кроватей в доме, пожертвованном помещиком Карповым. Эта больница постепенно все увеличивалась, а вместе с тем учреждалось более правильно и удобно само пользование водами в Славянске. Панютин ходатайствовал об учреждении отделения Харьковского благотворительного общества в Славянске и употреблял постоянно все доходы с его имения на дела благотворительности.
Он постоянно был занят мыслью об осуществлении какого-либо благотворительного предположения и, умирая 19 декабря 1855 года завещал своему старосте любить и отнюдь не угнетать крестьян. Поставив целью своей жизни великие слова: «любите друг друга», он не упускал случая помогать ближним и особенно облегчать участь страждущих и заключенных.
Среди прочих наград Панютин имел орден св. Георгия 4-й степени, пожалованный ему 11 декабря 1840 года за беспорочную выслугу 25 лет в офицерских чинах.